# Myanaung
Myanaung är en stad i Myanmar. Den ligger i regionen Ayeyarwady, i den södra delen av landet, 180 km sydväst om huvudstaden Naypyidaw. Myanaung ligger 26 meter över havet och folkmängden uppgår till cirka 20 000 invånare.

## Geografi
Terrängen runt Myanaung är mycket platt. Runt Myanaung är det ganska tätbefolkat, med 185 invånare per kvadratkilometer. Omgivningarna runt Myanaung är en mosaik av jordbruksmark och naturlig växtlighet.